# Стефан Георгиев (учител)
Вижте пояснителната страница за други личности с името Стефан Георгиев.
Стефан Георгиев е български просветен деец от късното Българско Възраждане в Източна Македония.

## Биография
Георгиев е роден в неврокопското село Търлис в Османската империя, днес Ватитопос, Гърция. Заедно с брат си Илия Георгиев е сред основните борци за утвърждаване на българската църква и просвета срещу ширещата се гъркомания. Пее в местната църква „Свети Николай“ и е помощник на учителя в Търлис. По-късно става монах.